# Acisanthera quadrata
Acisanthera quadrata là một loài thực vật có hoa trong họ Mua. Loài này được Pers. mô tả khoa học đầu tiên năm 1805.